# 半分花
『半分花』（はんぶんか）は、音速ラインの通算9枚目となるシングルである。2008年3月12日発売。ハワイの実在する花をモチーフに制作された、永遠の愛を誓うラブソングである。
この曲は、FCT福島中央テレビ・『ゴジてれ Chu !』のエンディングテーマでもある。

## 収録曲
1. 半分花
2. Y+OUR SONG

- 2曲とも、作詞・作曲は藤井敬之が手掛けている。